# Artillerie de la France au Moyen Âge
 (juin 2025).
La mise en forme du texte ne suit pas les recommandations de Wikipédia : il faut le « wikifier ».
Les points d'amélioration suivants sont les cas les plus fréquents :
- Les titres sont pré-formatés par le logiciel. Ils ne sont ni en capitales, ni en gras.
- Le texte ne doit pas être écrit en capitales (les noms de famille non plus), ni en gras, ni en italique, ni en « petit »…
- Le gras n'est utilisé que pour surligner le titre de l'article dans l'introduction, une seule fois.
- L'italique est rarement utilisé : mots en langue étrangère, titres d'œuvres, noms de bateaux, etc.
- Les citations ne sont pas en italique mais en corps de texte normal. Elles sont entourées par des guillemets français : « et ».
- Les listes à puces sont à éviter, des paragraphes rédigés étant largement préférés. Les tableaux sont à réserver à la présentation de données structurées (résultats, etc.).
- Les appels de note de bas de page (petits chiffres en exposant, introduits par l'outil «  Source ») sont à placer entre la fin de phrase et le point final[comme ça].
- Les liens internes (vers d'autres articles de Wikipédia) sont à choisir avec parcimonie. Créez des liens vers des articles approfondissant le sujet. Les termes génériques sans rapport avec le sujet sont à éviter, ainsi que les répétitions de liens vers un même terme.
- Les liens externes sont à placer uniquement dans une section « Liens externes », à la fin de l'article. Ces liens sont à choisir avec parcimonie suivant les règles définies. Si un lien sert de source à l'article, son insertion dans le texte est à faire par les notes de bas de page.
- La présentation des références doit suivre les conventions bibliographiques. Il est recommandé d'utiliser les modèles {{Ouvrage}}, {{Chapitre}}, {{Article}}, {{Lien web}} et/ou {{Bibliographie}}. Le mode d'édition visuel peut mettre en forme automatiquement les références.
- Insérer une infobox (cadre d'informations à droite) n'est pas obligatoire pour parachever la mise en page.

Pour une aide détaillée, merci de consulter Aide:Wikification.
Si vous pensez que ces points ont été résolus, vous pouvez retirer ce bandeau et améliorer la mise en forme d'un autre article.
Vous pouvez aider à l'améliorer ou bien discuter des problèmes sur sa page de discussion.

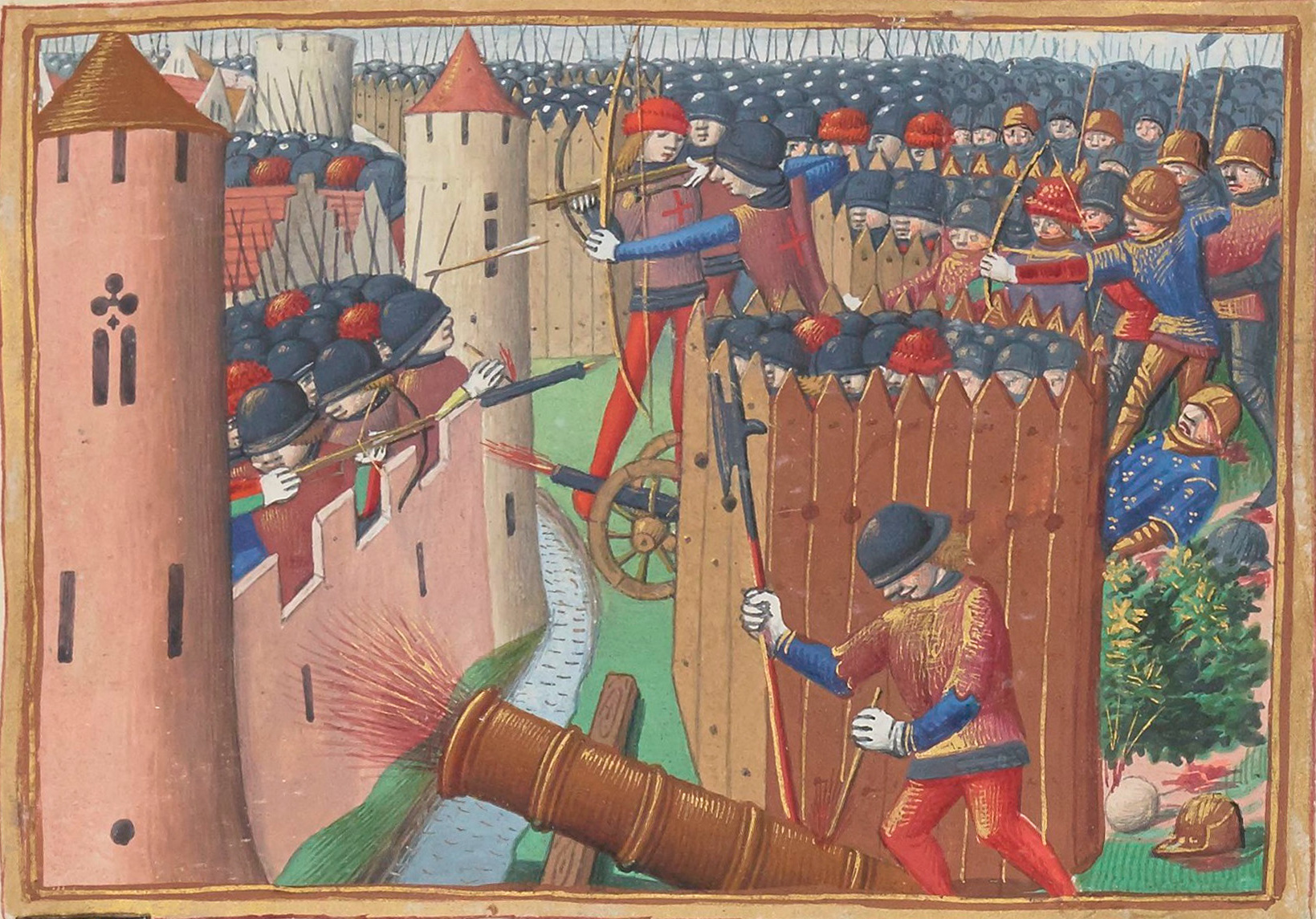
Représentation de l'artillerie du siège d'Orléans de 1429, dans une illustration des années 1490.

L'artillerie commence à être utilisée en France au XIVe siècle. La première représentation d’un canon en Europe apparaît dans De nobilitatibus, sapientiis, et prudentiis regum de Walter de Milemete, en 1326. De petites armes rudimentaires, comme le pot-de-fer ou le bâton à feu portatif, sont alors introduites. À ce stade précoce, les canons tiraient soit des boulets de pierre, soit des projectiles métalliques.

## Évolution au XIVe siècle

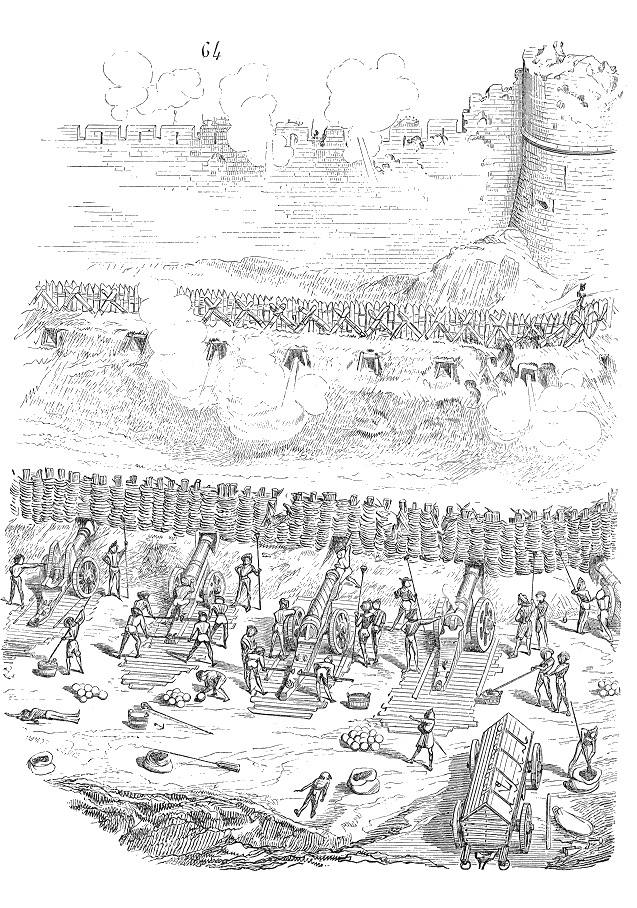
Interprétation de l’artillerie de la fin du Moyen Âge en action par Eugène Viollet-le-Duc (1856)

Le XIVe siècle vit un développement considérable des nouvelles armes en France et en Europe occidentale en général, notamment avec le déclenchement de la guerre de Cent Ans (1337–1453).
Les canons furent rapidement utilisés en mer, les navires servant alors de plates-formes de tir. De petites pièces tirant des carreaux ou des plombs de plomb furent employées lors de la bataille de L'Écluse en 1340, ainsi que dans la défense française de Tournai en août de la même année.
Édouard III utilisa des armes similaires lors de la bataille de Crécy en 1346, ainsi que pendant le siège de Calais en 1347. Les « ribaldis » sont mentionnés pour la première fois dans les comptes de la Garde-Robe Privée anglaise lors des préparatifs de la bataille de Crécy entre 1345 et 1346.
Les canons évoluèrent considérablement vers la fin du siècle, avec l’effondrement du traité de Brétigny et la reprise de la guerre en 1369. Jusqu’en 1370, les canons étaient essentiellement de petites armes pesant entre 10 et 20 kg, fabriquées en laiton ou en cuivre. À partir de cette période, des pièces plus grandes firent leur apparition, fabriquées en fer forgé ou en fonte. Lors du siège de Saint-Sauveur-le-Vicomte en 1375, les troupes françaises parvinrent à percer les murs de la forteresse à l’aide de canons pesant plus d’une tonne et tirant des boulets de pierre de 50 kg. Les Anglais étaient en retard sur les développements français dans ce domaine et ne disposaient que de quelques armes similaires avant 1400.

À la fin du siècle, de nouveaux types d’armes à feu firent leur apparition, tels que diverses arme de poing, de petits mortiers et des ribaudequins. Ceux-ci complétaient, sans toutefois remplacer, l’artillerie lourde.

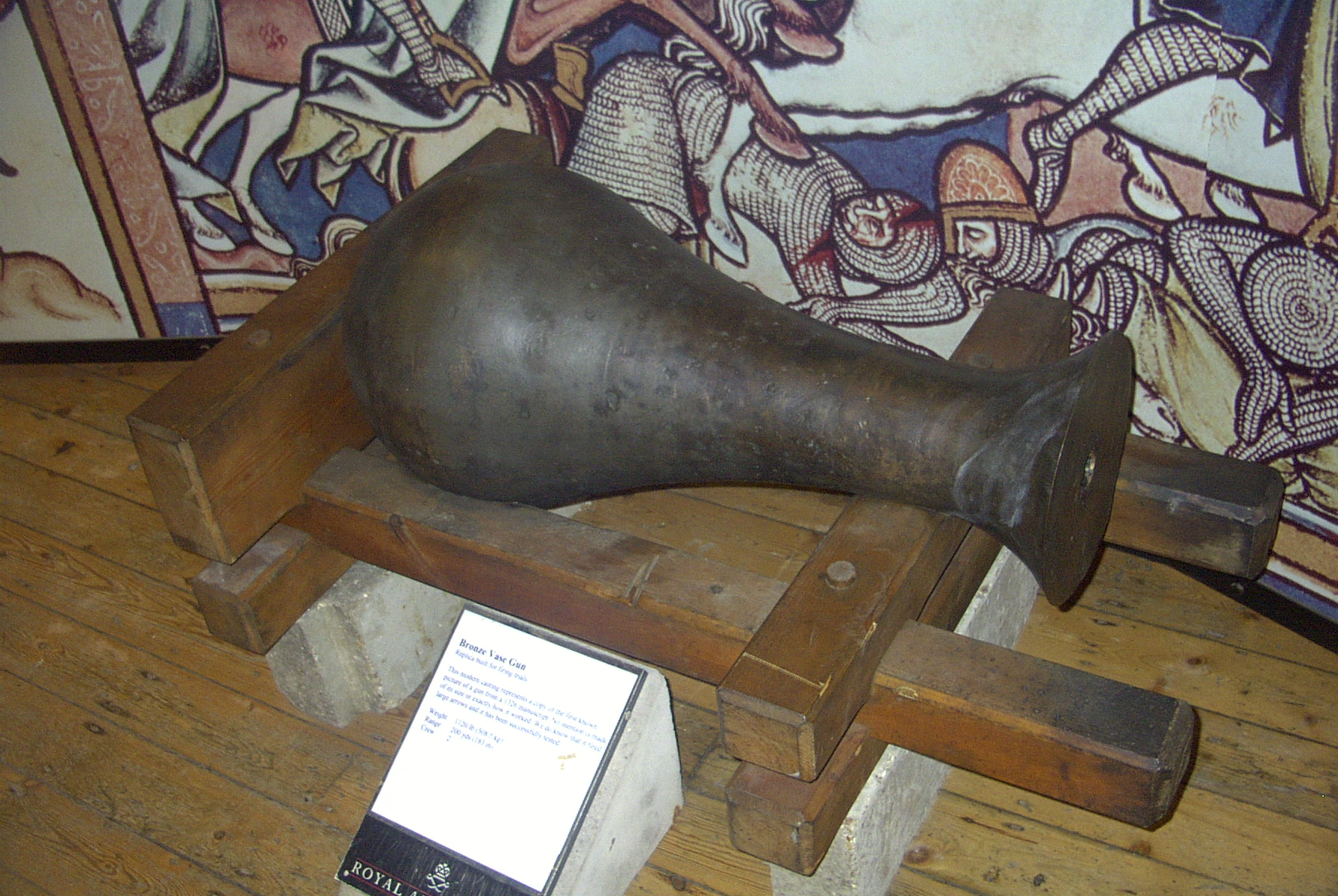
Reconstitution d'un pot-de-fer, décrit en 1326 par Walter de Milemete .
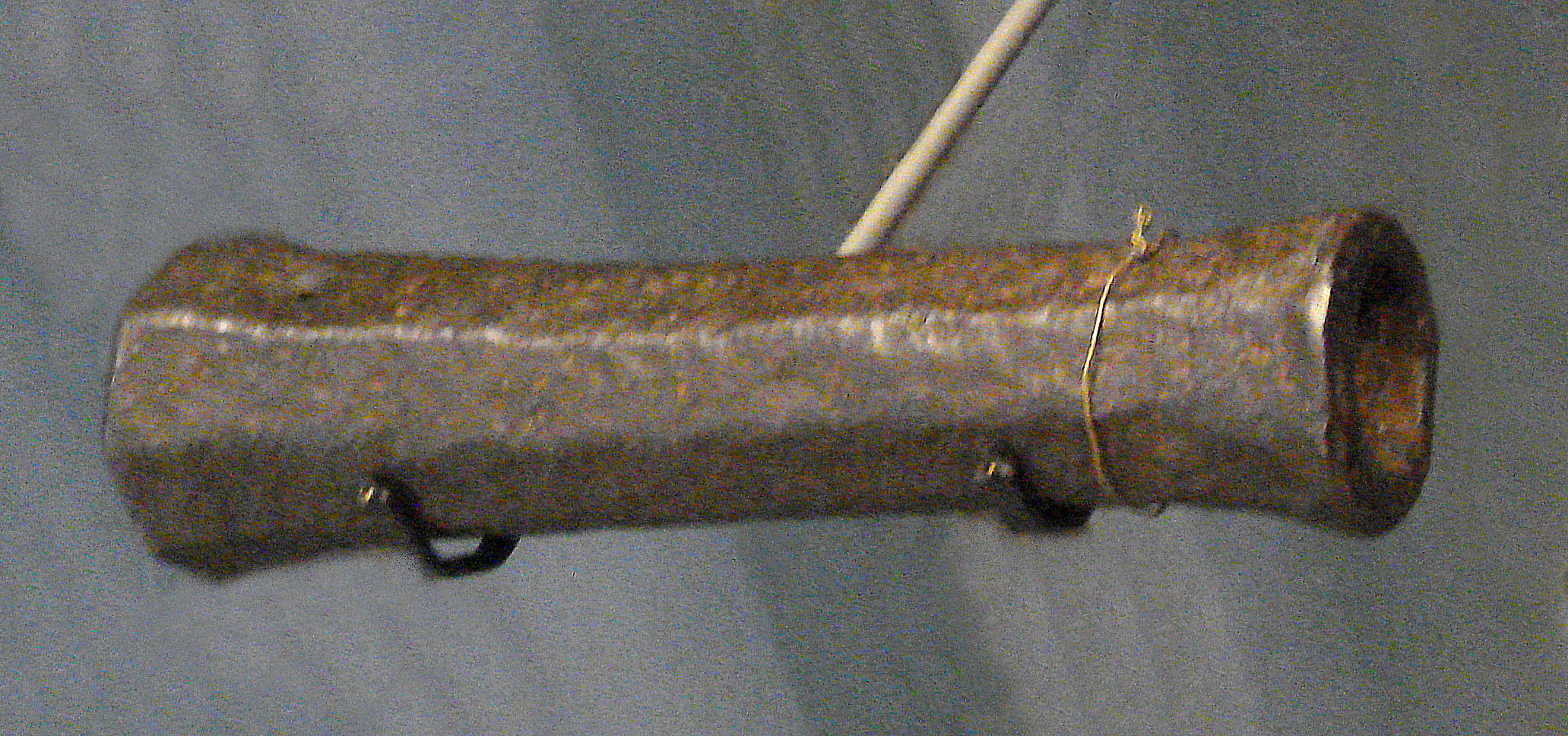
Bâton à feu ou bombarde à main (1380). Musée de l'Armée .
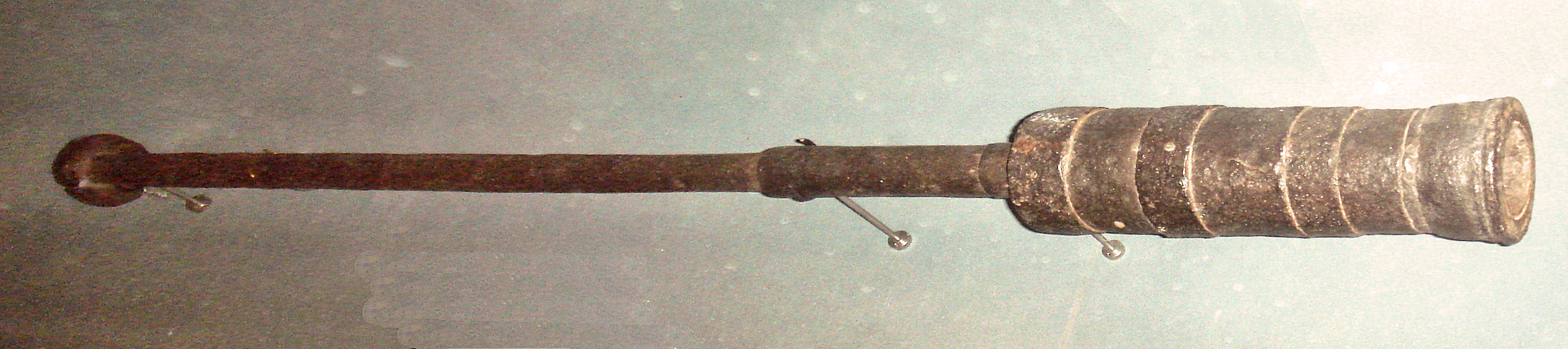
Un bâton à feu avec son poteau en bois, France, 1390-1400.

## Évolution au XVe siècle

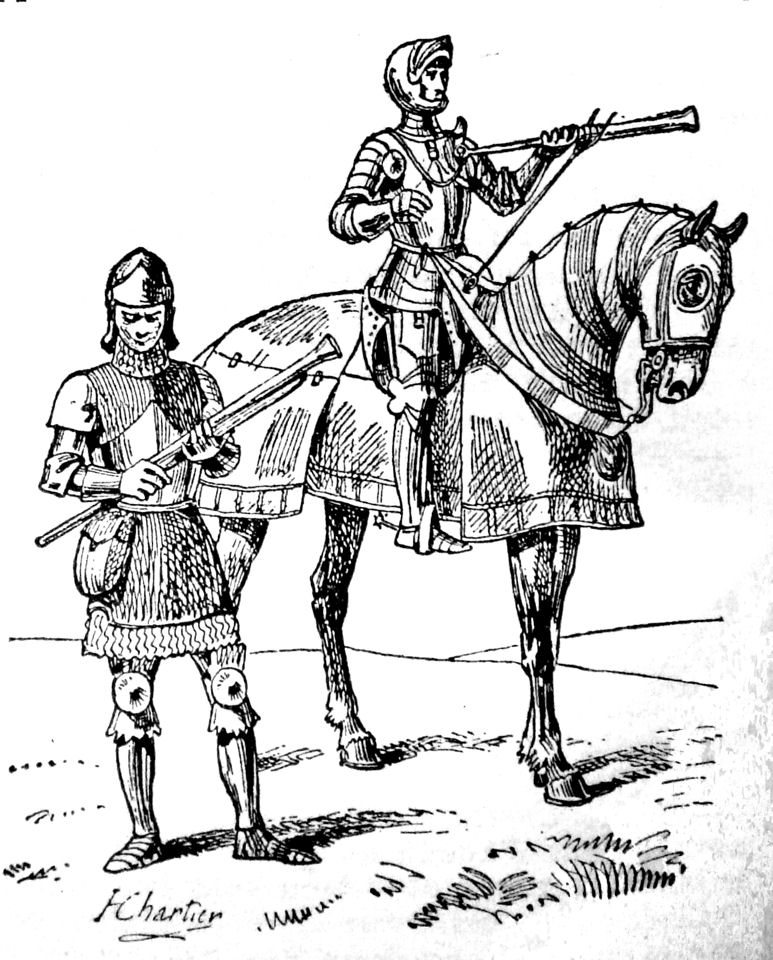
Couleuvrines du XVe siècle.

Au début du XVe siècle, les deux armées disposaient d’une grande variété d’armes à poudre. De grosses pièces d’artillerie furent développées, appelées bombardes, pesant jusqu’à 3 tonnes et tirant des boulets de pierre pouvant atteindre 150 kg (331 lbs), qui semblent avoir été plus répandues chez les Français que chez les Anglais jusqu’en 1420. Ces bombardes étaient souvent fabriquées en soudant des barres de fer forgé maintenues ensemble par des cerclages circulaires, selon un procédé appelé « à tonoille », similaire à celui utilisé pour la fabrication des tonneaux.
Les veuglaires (appelés fowlers en anglais) furent développés avec des longueurs pouvant atteindre 2 mètres (8 pieds) et un poids variant de 150 kg à plusieurs tonnes, tandis que les crapaudins ou crapaudaux étaient plus courts (entre 1,2 et 2,4 mètres, soit 4 à 8 pieds) et plus légers que les veuglaires.
La première représentation occidentale d’une bataille avec des canons remonte au siège d’Orléans en 1429, dans laquelle les deux camps — anglais et français — sont représentés avec des armes à feu. Les canons français tuèrent le commandant anglais Thomas Montagu en 1428. Jeanne d'Arc a utilisé efficacement le canon lors de la campagne de la Loire en 1429.

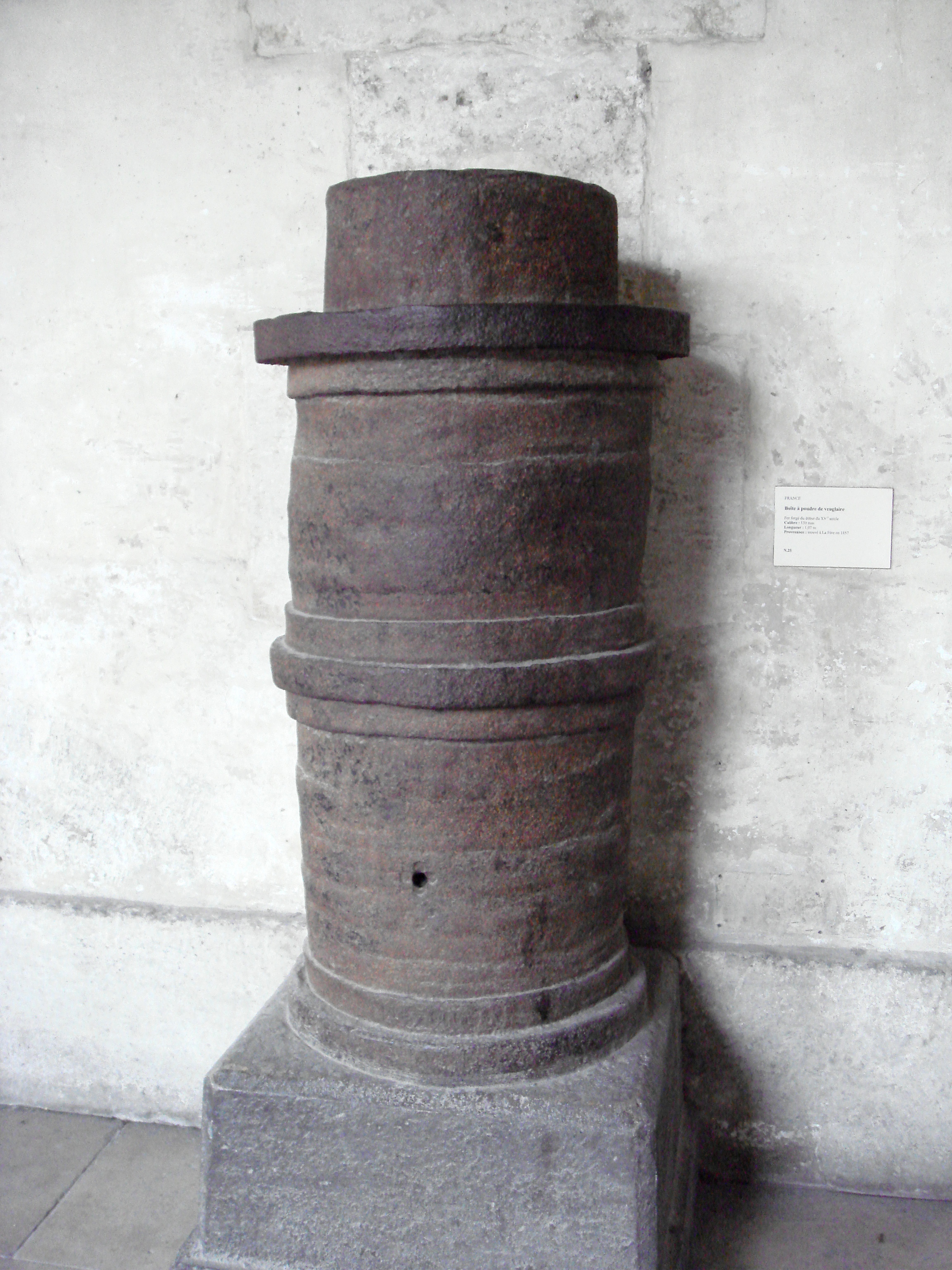
Chambre à poudre de Veuglaire, calibre 130 mm, longueur 1,07 m, fer forgé, début du XVe siècle, La Fère

Les canons portatifs, ancêtres des armes à feu modernes, continuèrent à être largement utilisés, parfois même par des soldats montés. De petites armes portatives furent également développées, telles que les serpentines et les couleuvrines. Cependant, elles ne purent remplacer les arcs longs ou les arbalètes, encore largement employés durant la guerre de Cent Ans. En revanche, les canons prirent une place majeure dans la guerre de siège, où ils vinrent supplanter les engins de siège en bois traditionnels utilisés depuis l’Antiquité.
À partir des années 1430, l’artillerie de Charles VII fut dirigée par le maître canonnier Jean Bureau. L’artillerie joua un rôle clé dans les succès français lors des sièges de Meaux (1439), de Pontoise (1441), de Caen ainsi que durant la campagne de Normandie (1449–1450). L’artillerie française fut utilisée avec une grande efficacité lors de la bataille de Castillon en 1453, où des canons regroupés et retranchés décimèrent l’armée anglaise, causant la mort du commandant John Talbot,.

L’artillerie a également commencé à influencer l’architecture militaire, conduisant au développement de murs plus bas et plus épais afin de mieux résister à l’impact des boulets de canon. 

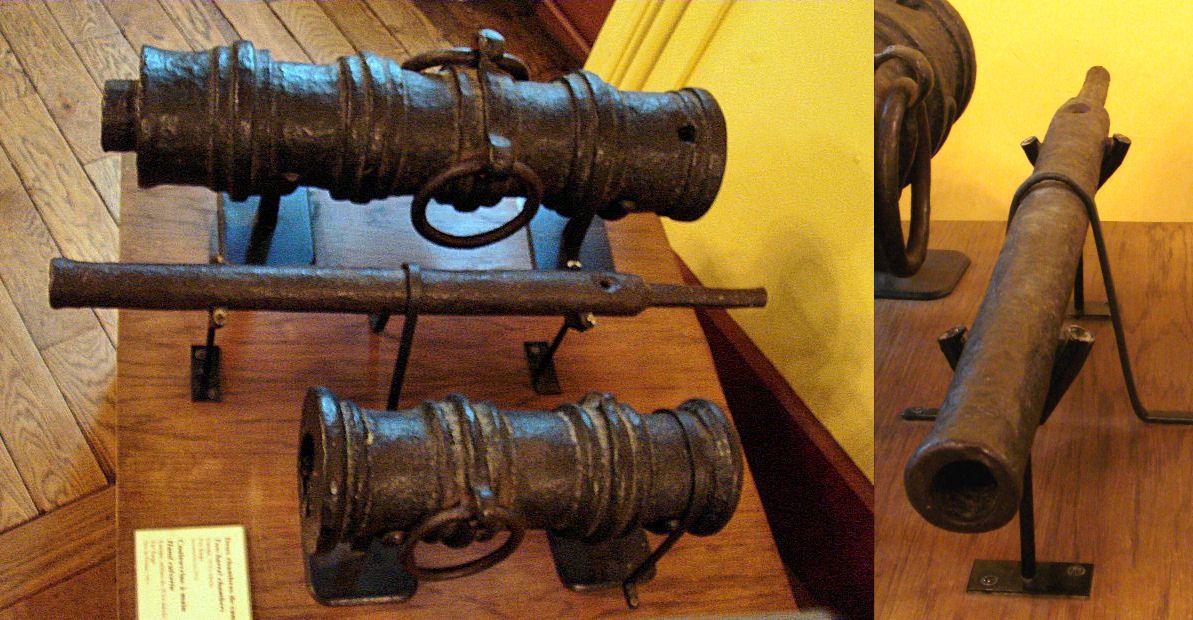
Petits canons et couleuvrine à main, XVe siècle. Musée de Cluny.
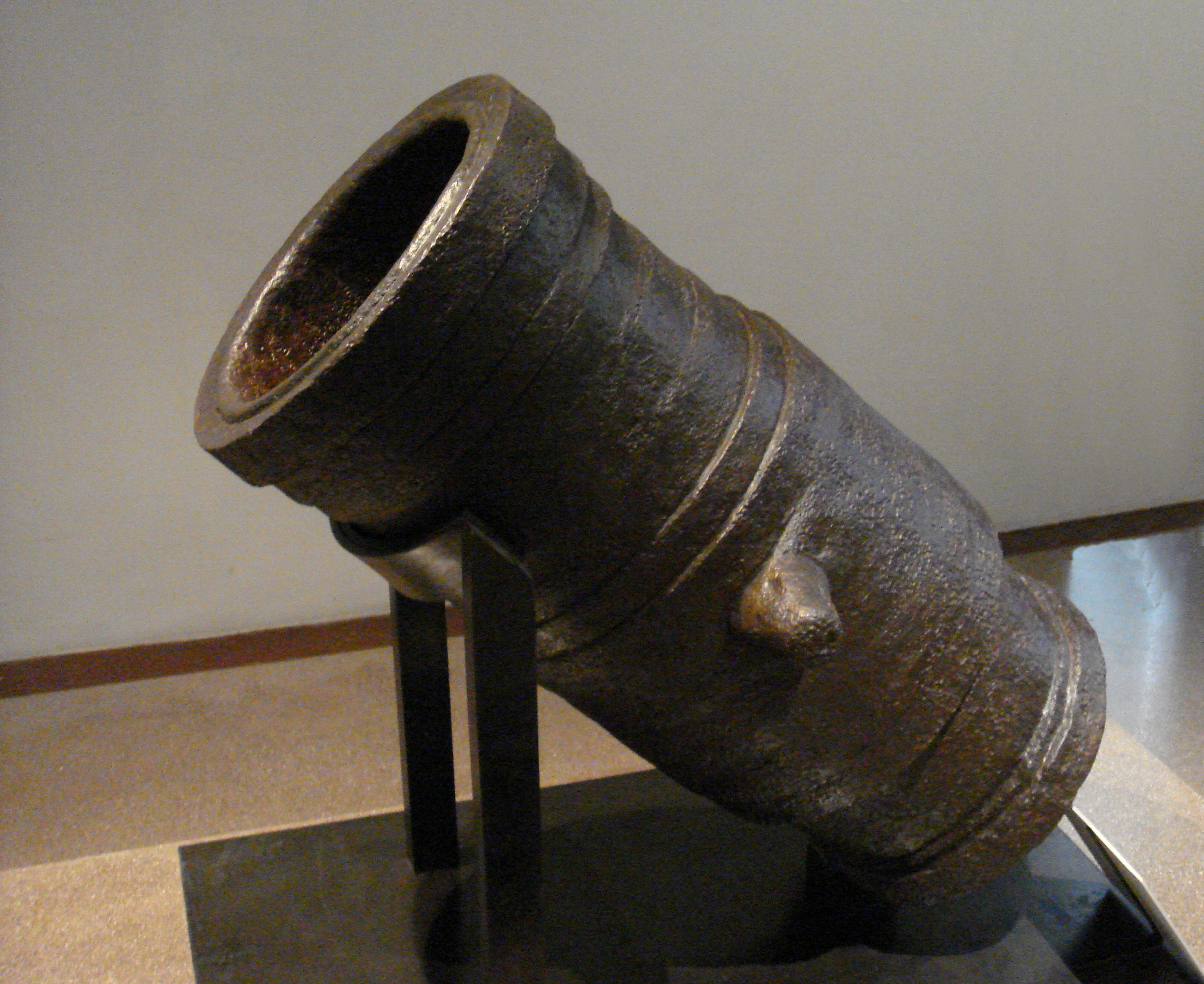
Bombarde-Mortier, La Fère, en fer forgé, seconde moitié du XVe siècle. Longueur : 1 m, calibre : 35 cm, poids : 600 kg. Sur cette arme, la chambre à poudre était coulée en métal fondu, tandis que le canon était construit « à la tonoille ».
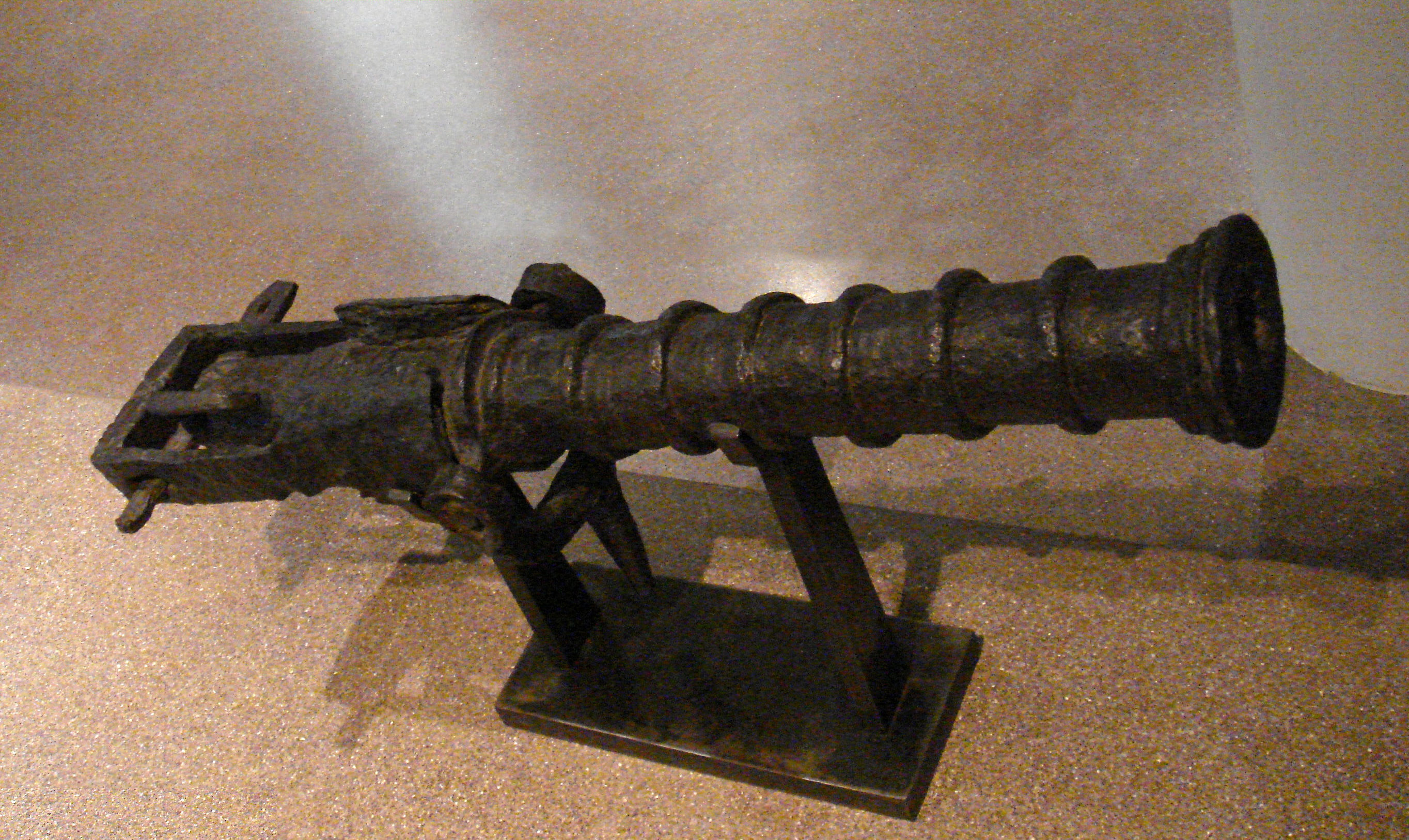
" Perrier à boîte " en fer forgé, 1410. Longueur : 72 cm, calibre : 38 mm, poids : 41,190 kg. Il s'agit d'un Pierrier à boîte.
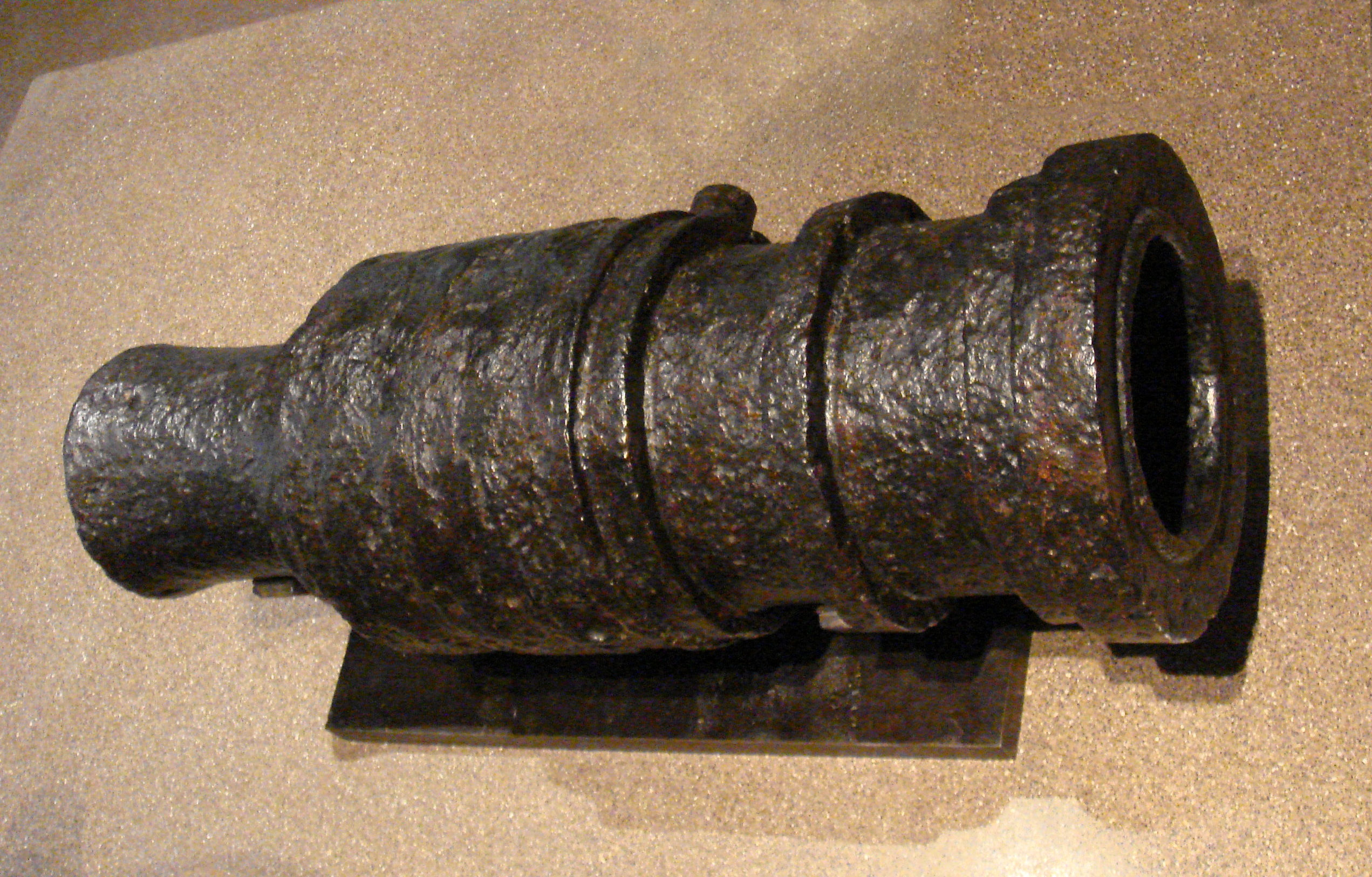
Petite bombarde en fer forgé, Metz, vers 1450. Longueur : 0,82 m, calibre : 175 mm, poids : 200 kg, munitions : 6 kg de pierre.
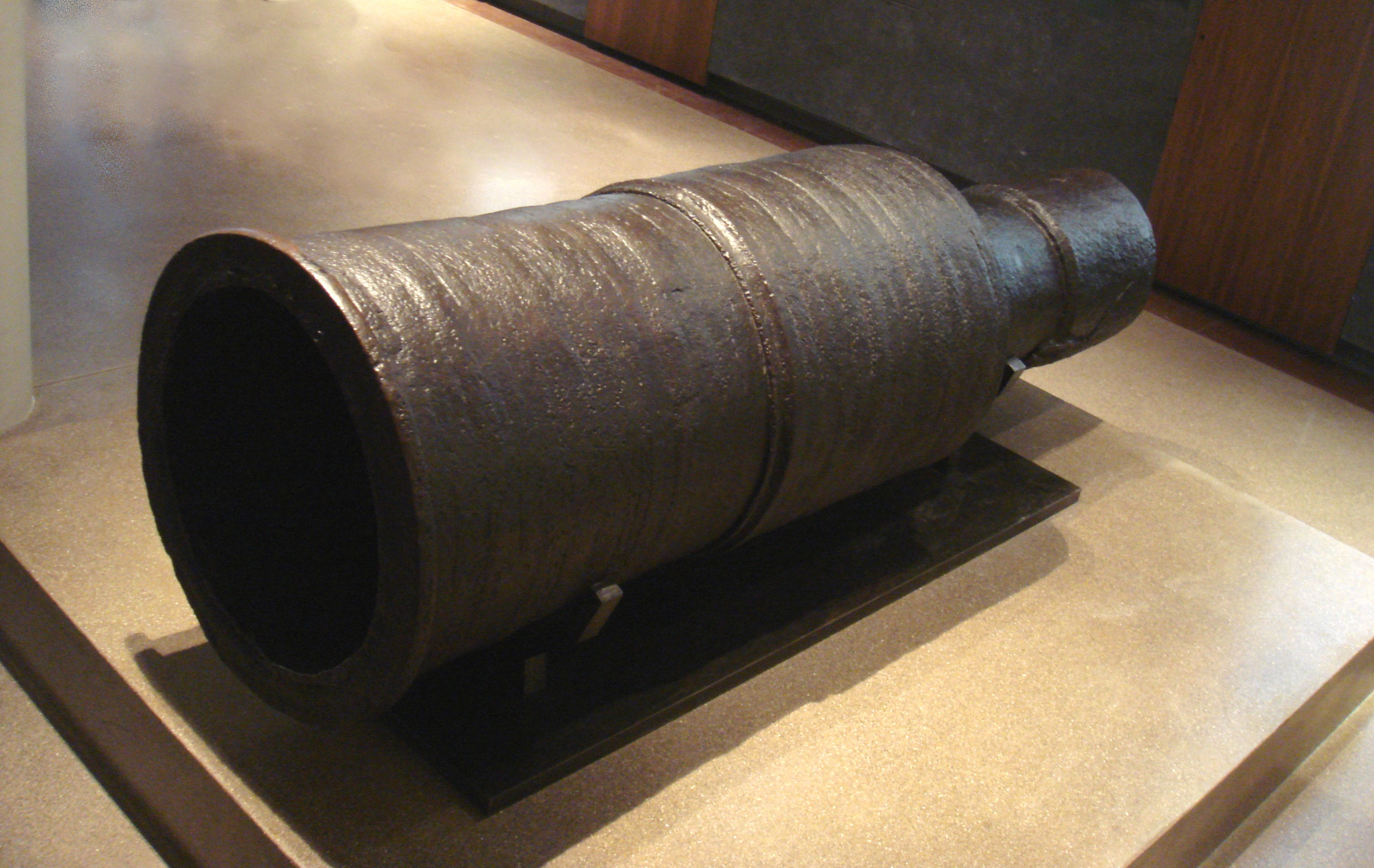
Bombarde en fer forgé, vers 1450, La Chapelle-aux-Naux, près de Langeais. Longueur : 2 m, calibre : 486 mm, poids : 1 500 kg, munition : boulet de pierre de 130 kg, portée : 100-200 m.
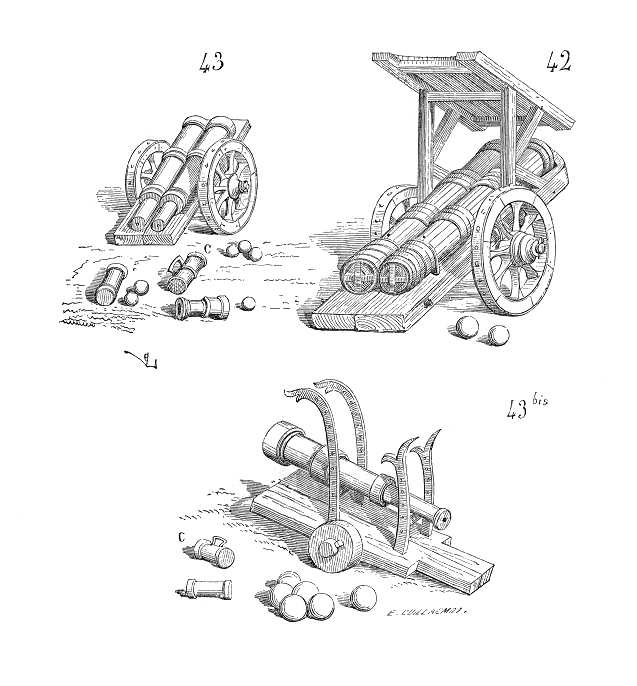
Diverses pièces d'artillerie médiévale tirées du Dictionnaire raisonné de l'architecture française du XIe au XVIe siècle d' Eugène Viollet-le-Duc (1856).